# カヤンゲル州

カヤンゲル州

カヤンゲル州（カヤンゲルしゅう、英語：State of Kayangel）は、パラオ共和国の州の一つ。パラオで最も北に位置する州である。

## 概要

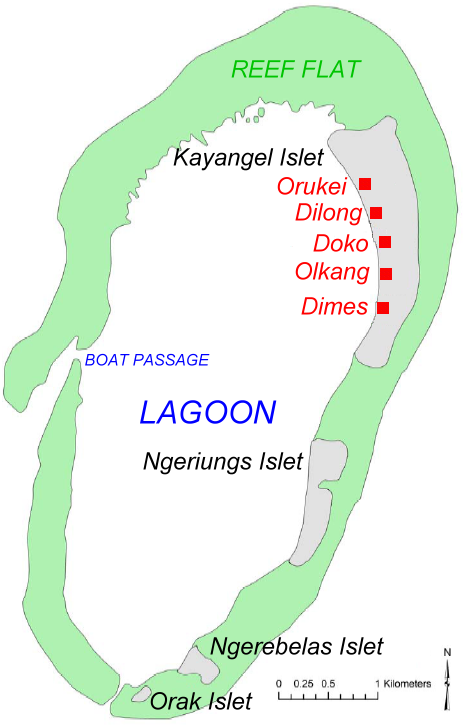
カヤンゲル環礁

パラオの主島であるバベルダオブ島の北方に位置している、ベラスコ・リーフ（Velasco Reef）、ガルワングル環礁（Ngaruangel）、カヤンゲル環礁（Kayangel）の3つの環礁で構成されている。人が住んでいるのはカヤンゲル環礁内のカヤンゲル島のみで、人口は54人(2015年の国勢調査)である。その他の島は無人島で、海鳥の繁殖地である。
2012年4月、不法に漁を行っていた中国漁船を発見し、パラオ警察は追跡し停止命令を出したが従わなかったため、漁船に向けて銃撃を行い漁船に載っていた中国人1人が死亡する事件が起きている。
2013年には平成25年台風第30号が接近し、州内の住居・公共施設などの建物が壊滅的な被害を受けた。
2014年、カヤンゲル近海でパラオ政府とシンガポール企業Cepu Sakti Energy社によって石油の試掘が協議されている

## 註
1. ↑  “2015 Census of Population, Housing and Agriculture Tables” (PDF) (英語).   Office of plannning and statistics, Ministry of Finance, Republic of Palau. p. 10. 2020年12月29日閲覧。
2. ↑  “141-パラオ選挙報告（パラオ初の大統領３選）”.   太平洋協会. 2014年6月11日閲覧。
3. ↑  “台風30号パラオ被害状況と義援金受付開始について”.  駐日パラオ大使館 (2013年12月16日). 2014年6月11日閲覧。
4. ↑  “パラオ情勢（2013年11月）”.   在パラオ日本国大使館 (2013年12月6日). 2014年6月11日閲覧。
5. ↑  “パラオにおける台風30号の被害に対する無償資金協力”.   在パラオ日本国大使館 (2013年12月12日). 2014年6月11日閲覧。
6. ↑  “パラオ情勢（2014年2月）”.   在パラオ日本国大使館 (2014年3月11日). 2014年6月11日閲覧。